# NGC 524
NGC 524 ist eine linsenförmige Radiogalaxie vom Hubble-Typ S0/a im Sternbild Fische auf der Ekliptik. Sie ist schätzungsweise 111 Millionen Lichtjahre von der Milchstraße entfernt und hat einen Durchmesser von etwa 85.000 Lichtjahren. Vom Sonnensystem aus entfernt sich die Galaxie mit einer errechneten Radialgeschwindigkeit von näherungsweise 2.400 Kilometern pro Sekunde.
Die Supernovae SN 2000cx (Typ-IaP) und SN 2008Q (Typ-Ia) wurden hier beobachtet.
Sie sie ist das hellste Mitglied der 11 Galaxien umfassenden Lyons Groups of Galaxies LGG 23. Im selben Himmelsareal befinden sich unter anderem die Galaxien NGC 525, IC 102, PGC 5213, PGC 1365021.
Das Objekt wurde am 4. September 1786 von dem deutsch-britischen Astronomen Wilhelm Herschel entdeckt und später in den New General Catalogue aufgenommen.

## NGC 524-Gruppe (LGG 23)
| Galaxie  | Alternativname | Mio. Lj |
| -------- | -------------- | ------- |
| NGC 489  | PGC 4957       | 116     |
| NGC 502  | PGC 5034       | 117     |
| NGC 524  | PGC 5222       | 111     |
| NGC 509  | PGC 5080       | 105     |
| NGC 516  | PGC 5148       | 113     |
| NGC 518  | PGC 5161       | 126     |
| NGC 522  | PGC 5218       | 126     |
| NGC 532  | PGC 5264       | 109     |
| IC 101   | PGC 5147       | 112     |
| PGC 4535 | UGC 803        | 109     |
| PGC 4994 | CGCG 411-38    | 122     |